# Kasteel Den Dool

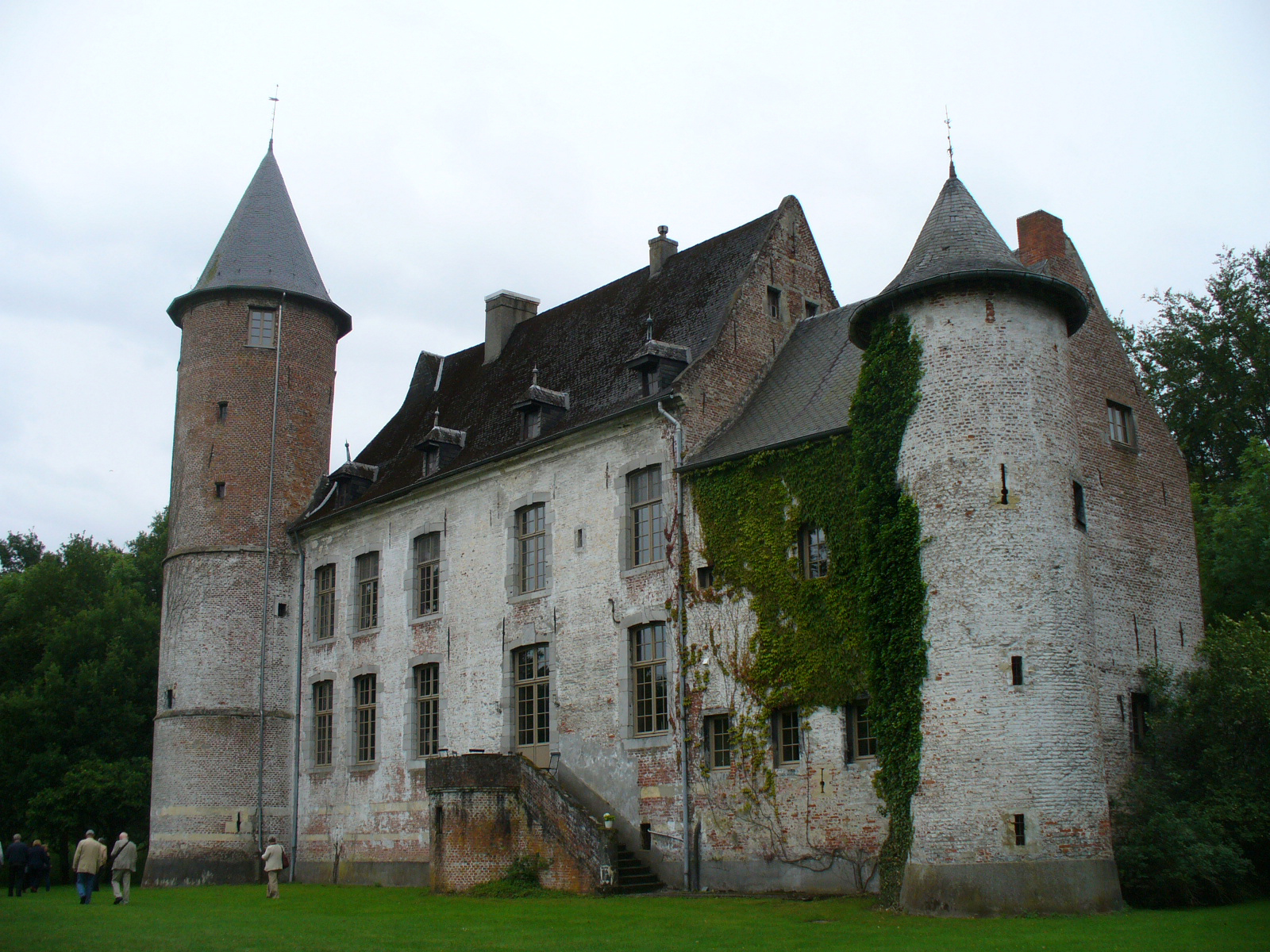
Kasteel Den Dool

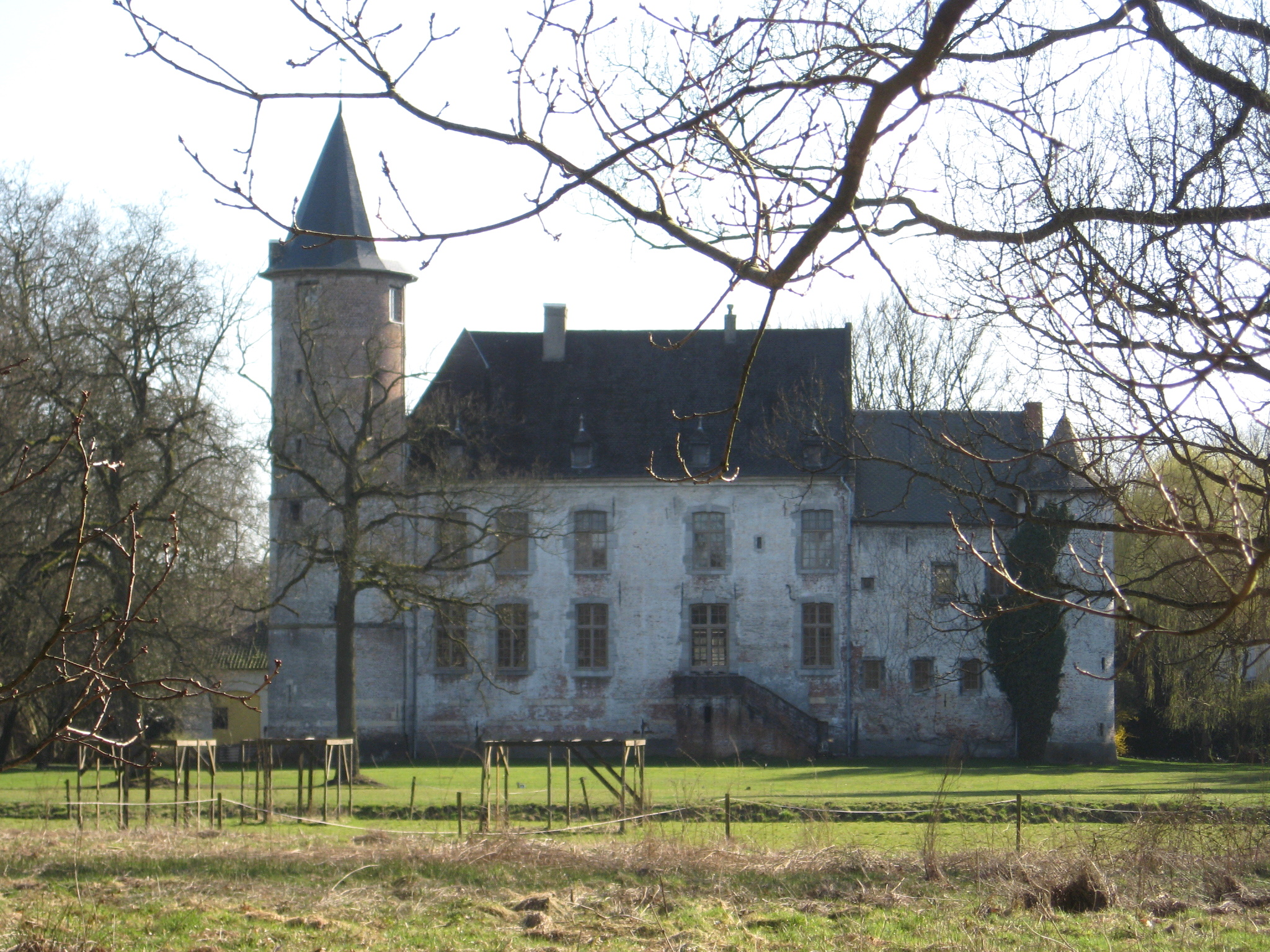
Kasteel Den Dool

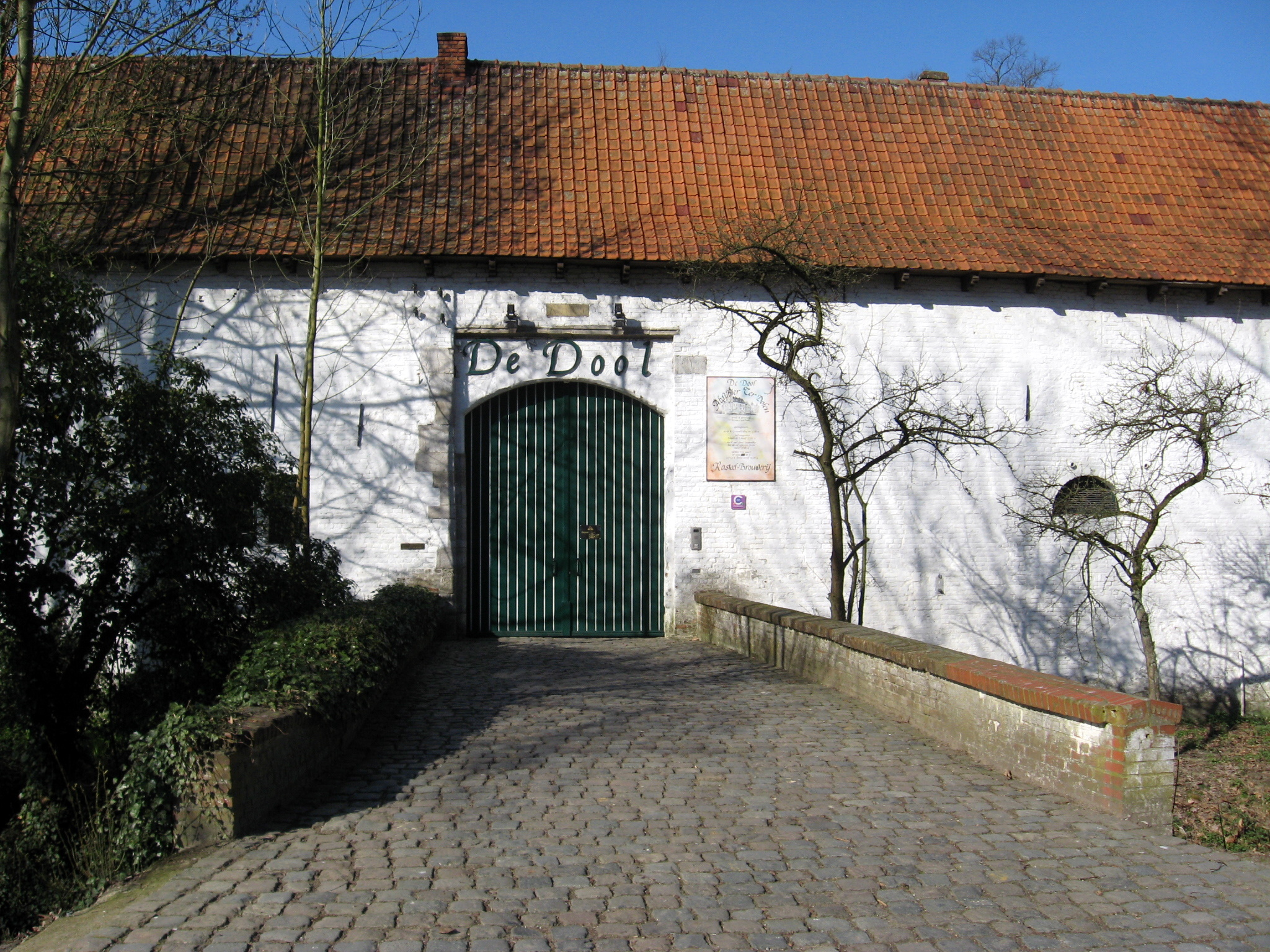
Kasteelhoeve Den Dool

Kasteel Den Dool, Kasteel De Dool of Kasteel Ter Dolen is een kasteel uit de 16e eeuw ten noorden van de deelgemeente Helchteren van Houthalen-Helchteren in België.

## Geschiedenis
Het kasteel Ter Dolen diende in de middeleeuwen als zomerverblijf voor de abten van de Abdij van Sint-Truiden. De eerste vermelding is van 1282. Omstreeks 1340 vond de eerste abt, Amelius van Schoonvorst hier toevlucht, tijdens de oorlogen van de Luikenaren tegen prins-bisschop Engelbert van der Mark. De abt koos partij voor de prins-bisschop, maar de inwoners van Sint-Truiden voor de Luikenaren. De abt gaf zijn broer, Renier van Schoonvorst, toestemming om het kasteel te bezetten en de heerlijke rechten uit te oefenen. Ook na de dood van Amelius, in 1350, bleef Renier het kasteel bezetten. Hij raakte daardoor in conflict met de nieuwe abt, Robert van Craenwick, en met de monniken, en brandschatte Helchteren zelfs. Om dit conflict bij te leggen kwam het tot een vergelijk tussen Renier en de abt: Renier kon nog vier jaar lang in het kasteel wonen.
Dit bracht echter geen langdurige vrede, want in 1361 werden het kasteel en de bijbehorende hoeve platgebrand door ridder Hendrik van Halbeek, die een tegenstander van de abt Robert van Craenwick was. In 1367 werden de gebouwen weer enigszins hersteld, maar later vervielen ze weer.
Het was Hendrik van Conincxheim, die van 1443 tot 1470 abt was, die de gebouwen weer herstelde. Ze werden echter al spoedig weer verwaarloosd. In 1522, onder abt Willem van Brussel (1516-1532), werd het kasteel opnieuw opgetrokken. Het werd een versterkt herenhuis, voorzien van een paardenstal en een duiventoren, maar ook kwam er een ringmuur met torens en een diepe gracht. Ook kocht hij de omliggende goederen terug en beheerde deze als landgoed. In tijden van nood was het kasteel ook een toevluchtsoord voor de bewoners van Hechtel.
Verdere verfraaiingen werden uitgevoerd door abt Hubertus van Sutendael (1638-1663), die in 1621 een toegangspoort en in 1649 een slotkapel liet bouwen. Omstreeks 1672 logeerden diverse Franse officieren in het kasteel, en in 1676 en 1678 werd het kasteel korte tijd bezet door bevelhebber Webnom, die in dienst was van Willem III van Oranje. In de 18e eeuw vonden opnieuw verbouwingen plaats, nu door abt Remigius Mottaer (ook: Mottart). Het complex werd getransformeerd in classicistische stijl tot een landhuis met een U-vormige plattegrond.
Het gebouw werd onder de Franse bezetting onteigend en in 1797 verkocht aan een particulier. In de 19e eeuw volgde nog een verbouwing in neo-Lodewijk XVI-stijl.
In 1917 verbleven 250 Duitse soldaten op het kasteel, die er vernielingen aanrichtten, en van 1923-1932 waren het de Fraters van Tilburg die er verbleven. Dezen hadden een vestiging in Zonhoven. Zij herstelden de slotkapel. Tijden de Tweede Wereldoorlog echter, werd het kasteel opnieuw bezet door Duitsers die er veel schade aanrichtten en, toen ze in 1944 door de bevrijders verdreven werden, ook nog een deel van de gebouwen door brandstichting vernielden. Na deze oorlog was het kasteel nog een tijdlang het buitenverblijf van politicus Jean Duvieusart. Vanaf 1977 was het kasteel onbewoond en raakte het opnieuw in verval om in 1990 gekocht te worden door een brouwersdochter. Zij begon met het complex op te knappen.
Sinds 1994 is de Kasteelbrouwerij De Dool in de boerderij van het kasteel gevestigd. In de daaropvolgende jaren werden diverse restauratiewerkzaamheden uitgevoerd.